# Lydia (Karolina Południowa)
Lydia – jednostka osadnicza w Stanach Zjednoczonych, w stanie Karolina Południowa, w hrabstwie Darlington.